# 농성역
농성(한국건강관리협회)역(Nongseong(Korea Association Health Promotion)Station, 農城(韓國健康管理協會)驛)은 대한민국 광주광역시 서구 농성동에 있는 광주 도시철도 1호선의 지하철역이다. 2024년 10월부로, 한국건강관리협회 부역명이 새로 추가됐다.

## 특징
양동시장역에서 상무역까지를 관장하는 관리역이다. 죽봉대로, 대남대로, 상무대로가 만나는 농성교차로 아래에 있는 것이 특징이다. 역사 내에 호남 지방을 대표하는 문화유산을 컨텐츠화한 호남학 전시관이 있다. 유스퀘어와 상대적으로 가까운 역이다.
광주 지하철 역 중 출구 수가 가장 많은 역이다. (출구 수 7개) 
이 역은 상무역에 이어 광주지하철에서 2차로 역명 병기가 시행되었다.운천역은 호남대입구라는 부역명이 있었으나 호남대학교가 광산구로 이전하여 대구3호선 개통 직전인 2015년 4월 22일자로 부역명이 삭제되었다.

## 역 구조
2면 2선의 상대식 승강장을 가진 지하역이다. 승강장에 스크린도어가 설치되어 있다.
이 역은 구내에서 반대 방향으로 횡단이 불가능하다.

### 승강장
| 돌고개 ↑ |
| \| 상    |
| ↓ 화정   |

| 상행 | ● 광주 도시철도 1호선 | 돌고개, 양동시장, 남광주, 녹동 방면 |
| 하행 | ● 광주 도시철도 1호선 | 상무, 공항, 광주송정, 평동 방면     |

## 역 주변
- 1번 출구: 농성광장, 한국건강관리협회 광주전남지부
- 2번 출구: 농성우체국, 광주상공회의소, 예일교회, 주월동 방면, 광주은행 화정동지점, 예일교회
- 3번 출구: 호남농아교회, 광주서석중.고등학교, 남화아파트
- 4번 출구: 증흥파크맨션, 화정동무등파크맨션, 광주새우리병원
- 5번 출구: 유스퀘어 방면, kbc 광주방송 방면, 화정동삼익맨션, 금호월드, 광주신세계, 현대자동차 서광주서비스
- 6번 출구: 동산아파트, 갤러리아 웨딩홀, 버킹검 웨딩홀, 유스퀘어 방면
- 7번 출구: 늘푸른구름다리, 상수도본부시설관리소, 서구보건소, 광주광역시산림조합, 농성1동행정복지센터, 공무원연금(상록회관), 메리어트 웨딩홀, 소상공인시장진흥공단 광주전용교육장, 공무원연금공단 광주지부

## 승차량 변동
2006년까지의 양은 홈페이지를 통해 공개된 바는 없다.
| 역 노선 | 승차 인원 | 승차 인원 | 승차 인원 | 승차 인원 | 승차 인원 | 승차 인원 | 승차 인원 | 승차 인원 | 승차 인원 | 승차 인원 | 승차 인원 |
| 역 노선 | 2007년    | 2008년    | 2009년    | 2010년    | 2011년    | 2012년    | 2013년    | 2014년    | 2015년    | 2016년    | 2017년    |
| ------- | --------- | --------- | --------- | --------- | --------- | --------- | --------- | --------- | --------- | --------- | --------- |
| 1호선   | 2157      | 2240      | 2488      | 2467      | 2521      | 2586      | 2636      | 2784      | 2808      | 2711      | 2715      |

## 인접한 역
| 광주 도시철도 1호선  | 광주 도시철도 1호선   | 광주 도시철도 1호선 |
| -------------------- | --------------------- | ------------------- |
| 108 돌고개 녹동 방면 | ● 광주 도시철도 1호선 | 110 화정 평동 방면  |